# (38736) 2000 QU144
2000 QU144 (asteroide 38736) é um asteroide da cintura principal. Possui uma excentricidade de 0.13005000 e uma inclinação de 3.53098º.
Este asteroide foi descoberto no dia 31 de agosto de 2000 por LINEAR em Socorro.